# Кринолін (морський термін)
Кринолі́н — назва деяких елементів конструкції старовинних і сучасних кораблів, утворена за схожістю з однойменним предметом дамського гардеробу.
На давньогрецьких бойових кораблях (дієрах, трієрах, пентеконтерах) кринолін — інша назва гіпозоми (дав.-гр. υπόζωμα) — витягнутої вздовж борту галереї. Влаштовувалася вона таким чином: уздовж корпусу розташовувалися (зазвичай в два ряди) вертикальні стійки, що служили опорою для горизонтальної балки або каната, що з'єднували корму і ніс корабля. Завдяки гіпозомі досягалося збільшення поздовжньої жорсткості корпусу, що було особливо важливо для військових кораблів, у яких довжина перевищувала ширину в середньому в сім разів. За однією версією, на гіпозомі розміщувалися веслярі, за іншою — через неї проходили весла, що забезпечувало більш вигідні кути веслування.
На сучасних суднах кринолін — конструкція за лінією зовнішньої обшивки корпусу для захисту від пошкодження гвинтів, стернових пер, підводних крил і інших виступних частин судна.
У 1870—1880 роках криноліном називалися протиторпедні мережі, підвішені на особливих вистрілах з обох бортів корабля по всьому їх протягу.